# Ophiocaryon
Ophiocaryon es un género con ocho especies de plantas de flores perteneciente a la familia Sabiaceae. 

## Especies seleccionadas
- Ophiocaryon chironectes
- Ophiocaryon duckei
- Ophiocaryon heterophyllum
- Ophiocaryon klugii
- Ophiocaryon maguirei
- Ophiocaryon manausense
- Ophiocaryon paradoxum
- Ophiocaryon pleurothallopsis